# Eutanyacra paranda
Eutanyacra paranda là một loài tò vò trong họ Ichneumonidae.